# موت‌نجمت (دودمان بیست و یکم)
| t | mwt | nDm | M · Y1 · t |

| t | mwt | nDm | M · Y1 · t |

موت‌نجمت (به انگلیسی: Mutnedjmet) یک ملکه مصر باستان از دودمان بیست و یکم مصر بود. او همسر بزرگ سلطنتی برادرش فرعون پسوسنس یکم بود.
عموماً فرض بر این است که او مادر فرعون آمنم‌اوپه بوده است، اما از آنجایی که شواهد نسب‌شناختی دقیقی وجود ندارد، اساساً بر این واقعیت استوار است که آمنم‌اوپه تاج و تخت را به‌دست‌آورد. اینکه او مادر ولیعهد رامسس-عنخف‌ان‌موت بوده است مورد چالش قرار گرفته است و اکنون بعید به‌نظر می‌رسد. او دختر کاهن اعظم آمون پینجم یکم بود که فرمانروای دفاکتو مصر سفلا از ۱۰۷۰ ق.م. به بعد بود و سپس در سال ۱۰۵۴ پیش از میلاد خود را فرعون خواند. مادر او دوات‌حتحور-حنوت‌تاوی، دختر رامسس یازدهم آخرین فرمانروای دودمان بیستم مصر بود. سه تن از برادران او به عنوان کاهنان اعظم آمون جانشین یکدیگر شدند و یک خواهر، ماعت‌کارع موتمحت همسر خدای آمون شد.
وی را در تانیس در گوری به موازات گور همسرش به خاک سپردند. چند شی تدفینی از مقبرهٔ او در حال حاضر در موزه مصر قاهره موجود است.